# Parsippany (Nueva Jersey)
Parsippany es un lugar designado por el censo ubicado en el condado de Morris en el estado estadounidense de Nueva Jersey. En el Censo de 2020 tenía una población de 22778 habitantes y una densidad poblacional de 1280,38 habitantes por km². Fue incluido como CDP en el censo de 2020.

## Geografía
Parsippany se encuentra ubicado en las coordenadas 40°51′26″N 74°25′37″O / 40.85722, -74.42694. Según la Oficina del Censo de los Estados Unidos,  tiene una superficie total de 17,79 km², de la cual 15,76 km² corresponden a tierra firme y 2,03 km² a agua.